# Henry Eeles Dresser
Pour les articles homonymes, voir Dresser.
Henry Eeles Dresser est un homme d’affaires et un ornithologue britannique, né le 9 mai 1838 à Thirsk et mort le 28 novembre 1915 à Monte-Carlo.

## Biographie
Il est le fils d'un banquier devenu négociant en bois de construction. Il étudie à Bromley au sud-est de Londres, puis est envoyé en 1852 à Ahrensburg pour y étudier l’allemand, puis le suédois en 1854 à Gèfle et Upsal. Pendant un séjour en 1856-58 à Vyborg, il apprend le finnois. Ainsi il peut communiquer dans leurs langues avec les principaux producteurs de bois en Europe.
Son métier lui permet de voyager beaucoup en Europe et d’assouvir sa passion pour la collection de peaux d’oiseaux et d’œufs qui l’habite depuis l’adolescence. Il entre dans l’entreprise familiale et part huit ans en Scandinavie et en Finlande. En 1859, il se rend au Nouveau-Brunswick (au Canada), voyage en Russie, en Allemagne et en Finlande et revient au Nouveau-Brunswick en 1862. En 1863, il se rend au Texas lors d'un voyage aventureux qui lui permet de rencontrer Adolphus Lewis Heermann (1827-1865), l’un des premiers ornithologues de terrain des États-Unis.
En 1870, Dresser se lance dans le commerce du métal et s’installe à Londres. Il rejoint la British Ornithologists' Union (BOU) en 1865. Il était membre d’autres sociétés savantes comme la Linnean Society of London, la Zoological Society of London et membre honoraire de l’American Ornithologists' Union.
Il fait paraître de 1871 à 1890 son ouvrage splendide History of the Birds of Europe (qui couvre toutes les espèces d’oiseaux de la région paléarctique occidentale). Ce livre est illustré de 722 planches en couleur. De 1905 à 1910, il fait paraître Eggs of the Birds of Europe, 24 fascicules illustrés de planches en couleur et de photographies de nids. Il fait aussi paraître des monographies sur les Meropidae et les Coraciidae, illustrées par John Gerrard Keulemans (1842-1912).
En 1899, sa collection atteint 12 000 œufs et près de 15 000 au moment de sa mort. Elle est aujourd’hui conservée au muséum de l’université de Manchester. Ses relations avec les ornithologues de son époque ne sont pas toujours faciles. Ainsi Richard Bowdler Sharpe (1847-1909) le soupçonne toute sa vie de voler des spécimens de la collection de la BOU, soupçon infondé. Dresser était aussi un grand collectionneur d’œufs. On raconte qu’il avait demandé à l’un de ses correspondants en Asie centrale des œufs de syrrhapte paradoxal ; une grande boîte arrive bientôt contenant plus de 1 000 œufs de syrrhapte. Honteux et horrifié, Dresser cache la boîte sous son lit, elle ne sera découverte qu’après sa mort.

## Œuvres
(Liste partielle)
- 1871-1881 : A history of the birds of Europe : including all the species inhabiting the western palaearctic region. .
- 1902-1903 : A manual of palæarctic birds[1] (Londres).